# 瓜拿纳酸
瓜拿纳酸（英語：Paullinic acid，ω−7−二十烯酸，ω−7−Eicosenoic acid）是一种在植物内可以找到的ω−7不饱和脂肪酸，可在瓜拿纳中可以大量提取，名字就来自于瓜拿纳的学名（Paullinia cupana）。